# Блен (Атлантска Лоара)
Блен (фр. Blain) је насељено место у Француској у региону Лоара, у департману Атлантска Лоара.
По подацима из 2011. године у општини је живело 9463 становника, а густина насељености је износила 93,03 становника/km².

## Демографија
| 1962. | 1968. | 1975. | 1982. | 1990. | 2011. |
| ----- | ----- | ----- | ----- | ----- | ----- |
| 6.531 | 7.052 | 7.153 | 7.366 | 7.434 | 9.463 |